# 청림중학교
청림중학교(淸林中學校)는 대한민국 경기도 화성시 산척동에 있는 공립 중학교이다.

## 학교 연혁
- 2018년 2월 13일 : 청림중학교 5학급 인가
- 2018년 3월 1일 : 청림중학교 개교(총 11학급)
- 2018년 3월 1일 : 초대 정미애 교장 취임(교감 장기혁)
- 2018년 3월 1일 : 2018 화성오산교육지원청 창의지성학교 지정
- 2018년 3월 12일 : 2018학년도 제1회 입학식(173명 입학)
- 2018년 5월 1일 : 2018 경기도교육청 혁신공감학교 지정
- 2019년 1월 9일 : 2018학년도 제1회 졸업식(71명 졸업)
- 2021년 3월 1일 : 혁신학교 운영
- 2021년 11월 1일 : 맑은숲 북카페 개소
- 2022년 3월 1일 : 제2대 이문희 교장 취임
- 2023년 6월 8일 : 2023년 학교숲 조성사업 선정
- 2023년 6월 27일 : 2023년 디지털 선도학교 선정
- 2024년 1월 5일 : 2023학년도 제6회 졸업식(361명 졸업)
- 2024년 3월 4일 : 2024학년도 제7회 입학식(398명 입학)

## 참고 자료
- 청림중학교 - 한국교육학술정보원 학교알리미